# Viel (Album)
Viel ist das sechste reguläre Studioalbum der Fantastischen Vier. Es wurde am 27. September 2004 bei Four Music/Columbia Records veröffentlicht.

## Geschichte
Fünf Jahre nach dem Hitalbum 4:99 veröffentlichten die Fantastischen Vier nach zwei Jahren Arbeit im Studio mit Viel ihr Comeback. Das Album fiel poporientierter (vor allem bei der Hitsingle Troy), elektronischer und tanzbarer aus als die Vorgänger. Bei Bring It Back – mit härteren Gitarren – wirkte Sabrina Setlur mit, bei Geboren Max Herre. Viele Texte sind selbstironisch gestaltet.

## Rezeption
Das Album erreichte Platz 2 der deutschen Charts. Eberhard Dobler von Laut.de schrieb: „Die Mühe hat sich gelohnt. Die Verknüpfung von Tiefgang, eigenem Style und einfallsreichem Humor war immer die Stärke des Quartetts.“ Er vergab 4 von 5 Sternen.

## Titelliste
| Nr. | Titel                              | Länge |
| --- | ---------------------------------- | ----- |
| 1.  | Auf geht’s (Skit)                  | 1:05  |
| 2.  | Bring It Back (mit Sabrina Setlur) | 3:46  |
| 3.  | Geboren                            | 3:51  |
| 4.  | Jede Generation                    | 3:42  |
| 5.  | Pipis und Popos                    | 4:42  |
| 6.  | Leben zu zweit                     | 3:47  |
| 7.  | Sommerregen                        | 5:33  |
| 8.  | Ewig                               | 4:52  |
| 9.  | Keine Lösung                       | 3:53  |
| 10. | Hey                                | 4:04  |
| 11. | Mein Schwert                       | 5:44  |
| 12. | Ruf die Polizei                    | 3:36  |
| 13. | Troy                               | 4:29  |
| 14. | Viel                               | 2:26  |